# Tosny

Tosny este o comună în departamentul Eure, Franța. În 1 ianuarie 2018 avea o populație de 627 de locuitori.